# Microlithe (géologie)
Pour les articles homonymes, voir microlithe.
En géologie, le terme microlithe (ou microlite) désigne un cristal microscopique, souvent en forme de bâtonnet, par opposition à un phénocristal (cristal suffisamment grand que pour être visible à l'œil nu). Il signifie littéralement « petite pierre » (du grec ancien micros, « petit » et lithos, « pierre »).
Les microlithes sont fréquents dans les roches magmatiques, comme le basalte. La combinaison de phénocristaux, de microlites et de verre est caractéristique des roches volcaniques, elle est appelée texture microlitique.